# William Paterson
William Paterson (County Antrim (Noord-Ierland), 24 december 1745 – 9 september 1806) was een staatsman uit New Jersey, ondertekenaar van de Amerikaanse Grondwet, en rechter bij de Amerikaans Hooggerechtshof. Hij diende van 1790 tot 1793 als tweede gouverneur van New Jersey.

## Levensloop
Paterson werd geboren in County Antrim, in het huidige Noord-Ierland. Toen hij twee was emigreerde hij naar de Amerikaanse koloniën. Hij studeerde rechten aan het College of New Jersey (vandaag de dag bekend als Princeton). Na het afronden van zijn studie kwam Paterson te werken voor de bekende rechter Richard Stockton. Hij werd in 1769 toegelaten tot het beroep advocaat.
Namens Somerset County in de staat New Jersey werd hij driemaal aangewezen om deel te nemen aan het provinciale congres van New Jersey. Als secretaris schreef hij in 1776 mee aan de grondwet van New Jersey. Na de onafhankelijk van de Verenigde Staten diende hij van 1776 tot 1783 als Openbaar aanklager van de staat New Jersey. In 1787 was een delegatielid naar het Constitutional Convention in Philadelphia. Daar werd de Amerikaanse Grondwet ontworpen. Een voorstel van Paterson, het New Jersey Plan, om een wetgevende vergadering in de te stellen bestaande uit twee kamers waarin alle staten gelijk vertegenwoordig waren, haalde het niet. Hij ondertekende de grondwet wel mede in 1789.
Paterson had van 1789 tot 1790 ook zitting in de eerste Senaat. Hij speelde een belangrijke rol bij het ontwerp van de Judiciary Act of 1789 waardoor het Hooggerechtshof in het leven werd geroepen. In de Senaat behoorde hij tot de Federalistische fractie. Hij verliet de Senaat in 1790 om William Livingston op te volgen als gouverneur van New Jersey.
President George Washington nomineerde Paterson op 27 februari 1793 om de vrijgekomen zetel van Thomas Johnson in het Hooggerechtshof in te nemen. Hij trok de nominatie een dag later weer in, omdat hij zich realiseerde dat de wet was aangenomen tijdens de huidige termijn van Paterson als senator – ook al was hij afgetreden - en dat was een schending van sectie 6 van artikel 1 van de Amerikaanse Grondwet. Paterson werd een week later op 4 maart 1793 alsnog genomineerd toen zijn termijn was afgelopen.
Als rechter moest hij onder andere zijn oordeel over individuen die werden beschuldigd van verraad door hun deelname aan de Whisky-opstand. Dit was een opstand door boeren in West-Pennsylvania omdat de federale overheid een belasting oplegde op whisky, die de boeren distilleerden uit graan. President Washington wist de opstand met behulp van militie neer te slaan. Het Hooggerechtshof moest voor de eerste keer oordelen of deze troepen mochten worden ingezet. Zij gaf hier toestemming voor. Een centraal uitgangspunt van Paterson was dat het primaat van de wet boven die van de overheid ging.
Paterson overleed op 60-jarige leeftijd. De plaats Paterson in New Jersey en William Paterson-universiteit zijn naar hem vernoemd.
Baldwin · Bassett · Bedford · Blair · Blount · Brearley · Broom · Butler · Carroll · Clymer · Daniel · Dayton · Dickinson · Few · Fitzsimons · Franklin · Gilman · Gorham · Hamilton · Ingersoll · Johnson · King · Langdon · Livingston · Madison · McHenry · Mifflin · G. Morris · R. Morris · Paterson · C. C. Pinckney · Pinckney · Read · Rutledge · Sherman · Spaight · Washington · Williamson · Wilson
- Gemeinsame Normdatei: 1188894927
- International Standard Name Identifier: 0000 0000 2477 4650
- Library of Congress Control Number: n85173342
- Nationale Bibliotheek van Israël: 987007274506805171
- Nederlandse Thesaurus van Auteursnamen: 229332854
- SNAC: w6f769qp
- Biographical Directory of the United States Congress: P000102
- Virtual International Authority File: 35892277
- WorldCat: E39PBJgMvxKfHmp3y7Rcr7BByd